# 秋普区
秋普区，是吉尔吉斯斯坦东北部伊塞克湖州下辖的一个区。州府位于秋普村。 该区总面积为2,121平方（819平方英里），2009年人口为58,786。西与伊塞克湖区接壤，东面（东南）与阿克苏区相接，北接哈萨克斯坦，南接伊塞克湖。